# كريستال (لغة برمجة)
كريستال هي لغة برمجة كائنية التوجه تم تصميمها وتطويرها بواسطة آري بورنزويج وخوان واجنرمان، بالإضافة إلى أكثر من مائة مساهم. تم تطوير كريستال تحت رخصة أباتشي 2.0.

## أهلا بالعالم
```
puts
 
"Hello World!"

```